# Ophiomyia dhofarensis
Ophiomyia dhofarensis är en tvåvingeart som beskrevs av Deeming 2006. Ophiomyia dhofarensis ingår i släktet Ophiomyia och familjen minerarflugor.
Artens utbredningsområde är Oman. Inga underarter finns listade i Catalogue of Life.